# Мехмед Трбоња
Мехмед Меха Трбоња (Мостар, 10. новембар 1915 — Мостар, 4. фебруар 2001) био је учесник Народноослободилачке борбе, друштвено-политички радник СР Босне и Херцеговине и народни херој Југославије.

## Биографија
Рођен је 10. новембра 1915. године у Мостару. Потицао је из службеничке породице. Након завршене основне школе пошао је на учење обућарског заната. Као млади радник, приступио је револуционарном радничком покрету и учествовао је у многим његовим акцијама.
Био је велики љубитељ фудбала и активно је играо у ФК „Вележ”, где је једно време и био капитен првог тима.
Одмах након окупације Југославије, априла 1941. године Мехо се укључио у Народноослободилачки покрет (НОП) и активно учествује у прикупљању оружја, растурању пропагандног материјала и друго. Два пута је био хапшен од стране усташа, али је успевао да побегне. Приликом првог хапшења, у току спровођења у затвор с групом другова је оборио полицајца и побегао. После тога, склонио се у Сарајево, али је и ту убрзо био ухапшен и спроведен у Мостар, где је са железничке станице побегао полицајцу који га је спроводио. Након овог бекства, учествовао је у изношењу оружја и муниције из италијанског логора.
Септембра 1941. године ступио је у тада формирани Мостарски партизански батаљон. Убрзо се истакао као један од најхрабријих бораца овог батаљона. Када је крајем 1941. године, батаљон остао без муниције, Штаб батаљона је Мехмеда и још четворицу бораца упутио илегално у окупирани Мостар, одакле су са још двојицом чланова КПЈ из италијанског магацина извукли неколико сандука са муницијом и десет пушака. Потом су украденим немачким камионом успели да ово наоружање и муницију изнесу из града.
Почетком 1942. године Мехмед је с групом од 10 партизана, извео још један подвиг — зауставио је путнички воз у Прењу, разоружао жандарме из пратње и немачке војнике који су се затекли у возу.
Јуна 1942. године када је Мостарски батаљон водио је тешке борбе с надмоћнијим усташким и четничким снагама, Мехмед је добио задатак да се са још тројицом партизана пребаци на десну обалу Неретве и разоружа усташку стражу на мосту у Острошцу. Овај задатак је успешно извршио и тиме омогућио батаљону да пређе преко Неретве. У саставу Ударне десетине током 1942. године је учествовао у успешном нападу на затвор у Коњицу и ослобађању заробљених бораца Мостарског батаљона, који су тамо били затворени.
Августа 1942. године Мостарски батаљон је ступио у састав тада формиране Десете херцеговачке ударне бригаде, а ова бригада је новембра исте година ступила у састав Треће ударне дивизије. У време Четврте непријатељске офанзиве, марта 1943. године Трећа ударна дивизија је од Врховног штаба НОВ и ПОЈ добила наређење да заузме утврђени италијански гарнизон у Прозору и на тај начин омогући пребацивање велике колоне рањеника према Херцеговини. Мостарски батаљон је током борбе за Прозор, добио је задатак да се пробије у град, од којег га је одвајало неколико редова бодљикаве жице и густа минска поља, и да уништи команду италијанског пука. У току ове борбе Меха је јуришао у првим редовима и био тешко рањен.
Након оздрављења, Меха се вратио у своју бригаду и био постављен за командира чете у Десетој херцеговачкој ударној бригади. Истакао се и у борбама током битке на Сутјесци. После ових борби и успешног пробијања из непријатељског обруча, пребацио се у Мостар, на поновно лечење. Августа 1943. године био је примљен у чланство Комунистичке партије Југославије (КПЈ). После поновног формирања Мостарског партизанског одреда, Мехо се нашао у овој јединици и у са њом ратовао све до априла 1944. године.
Након ослобођења Југославије, радио је у као службеник у Државном секретеријату за унутрашње послове Народне Републике Босне и Херцеговине. Такође је био активан као друштвени радник у Фудбалском клубу „Вележ”.
Умро је 4. фебруара 2001. године у Мостару.
Носилац је Партизанске споменице 1941. и других југословенских одликовања, међу којима су — Орден заслуга за народ са сребрним зрацима, Орден братства и јединства са сребрним венцем и Орден за храброст. Орденом народног хероја одликован је 24. јула 1953. године.